# غريغ باتل
غريغ باتل (بالإنجليزية: Greg Battle)‏ هو لاعب كرة قدم كندية أمريكي، ولد في 14 أبريل 1964 في لونغ بيتش في الولايات المتحدة.